# غوستاف جروس
غوستاف جروس (بالألمانية: Gustav Groß) هو اقتصادي وتربوي وسياسي نمساوي، ولد في 12 يونيو 1856 في التشيك، وتوفي في 23 فبراير 1935 بفيينا في النمسا. حزبياً، نشط في Constitutional Party (Austria) ‏ وGerman National Party ‏ وGreater German People's Party ‏. وقد انتخب عضو مجلس النواب ‏ وانتخب عضو المجلس الوطني للنمسا.